# Rasmus Lerdorf
Rasmus Lerdorf, född 22 november 1968 i Qeqertarsuaq, Grönland, är en dansk-kanadensisk programmerare, känd för att ha skrivit de första två versionerna av skriptspråket PHP. Han deltog även i utvecklingen av senare versioner av PHP, ledd av en grupp av programmerare, bland annat Andi Gutmans och Zeev Suraski som senare grundade Zend Technologies.
1995 startade Lerdorf sitt PHP-projekt, som sedan dess har utvecklats till ett framgångsrikt programmeringsspråk med öppen källkod. Han höll sin första föreläsning i Danmark under Reboot 1.0-evenemanget i maj 1998. Från september 2002 och 7 år framåt var han anställd av Yahoo! Inc. och arbetar idag på Etsy.com.

## Utmärkelser
2003 utsågs Lerdorf av MIT Technology Review TR100 till en av de 100 bästa innovatörerna i världen under 35 år.